# داء الفيالقة
داء الفيالقة أو حُمّى الفَيلَق (بالإنجليزية: Legionnaires Disease)‏ هو داء تنفسي حادّ أحياناً يكون قاتلاً وتسببه الفَيلَقِيَّةُ المُسْتَرْوِحَة. ويشخّص هذا الدّاءَ بذاتِ الرئة من النوع الحادِّ وصداع وسعال جاف.

## تعريف
مرض المحاربين القدماء هو شكل من أشكال الالتهاب الرئوي اللانمطي الناجمة عن أي نوع من البكتيريا البكتيريا. وتشمل العلامات والأعراض السعال، وضيق في التنفس، وارتفاع في درجة الحرارة، وآلام في العضلات، والصداع. قد يحدث أيضا الغثيان، القيء، والإسهال، وغالبا ما تبدآ الأعراض بعد 2-10 أيام من الإصابة.
يتم العثور على البكتيريا بشكل طبيعي في المياه العذبة. ويمكن أن تؤدي إلى تلوث خزانات المياه الساخنة، وأحواض المياه الساخنة، وأبراج التبريد من مكيفات الهواء الكبيرة. عادة ما ينتشر عن طريق التنفس في الضباب الذي يحتوي على البكتيريا. ويمكن أن يحدث أيضا عندما يستنشق الماء الملوث. فإنه عادة لا ينتشر مباشرة بين الناس ومعظم الناس الذين يتعرضون لا يصابون بالعدوى. عوامل الخطر للإصابة تشمل كبار السن، وتاريخ التدخين، وأمراض الرئة المزمنة، وضعف جهاز المناعة. من المستحسن أن الذين يعانون من التهاب رئوي حاد والذين يعانون من الالتهاب الرئوي وتاريخ سفر مؤخر يتم فحصهم لهذا المرض. التشخيص من خلال فحص البول والبلغم.
لا يوجد لقاح، والوقاية تعتمد على صيانة جيدة لشبكات المياه. علاج مرض المحاربين القدامى هو بالمضادات الحيوية. المضادات التي ينصح بها تشمل  الكوينولون، أو أزيثروميسين، أو الدوكسيسايكلين. وغالبا ما يحتاج إلى دخول المستشفى، وحوالي 10% من المصابين يموتون.
ولا يعرف عدد الحالات التي تحدث على الصعيد العالمي. وتشير التقديرات إلى أن مرض المحاربين القدامى هو سبب بين 2% و 9% من حالات الالتهاب الرئوي التي تحدث في المجتمع. هناك ما يقدر ب 8000 إلى 18000 حالة سنويا في الولايات المتحدة تتطلب دخول المستشفى. الإصابة بسبب تفشي المرض هو جزء قليل من الحالات. في حين أنه يمكن أن يحدث في أي وقت من السنة، هو أكثر شيوع وانتشاراً  في الصيف والخريف. يدعى هذا المرض بعد التفشي الذي حصل في اتفاقية 1976 الفيلق الاميركي في فيلادلفيا حيث تم التعرف عليه لأول مرة.

## الأعراض
طول الفترة الزمنية بين التعرض للبكتيريا وظهور الأعراض عموما هو بين 2 إلى 10 أيام، ولكن نادرا ما تمتد إلى ما يقارب 20 يوماً. بالنسبة لعامة السكان، من بين أولئك الذين تعرضوا للممراض 0.1 و 5% أصيبوا بالمرض، في حين المرضى في المستشفيات بين 0.4 و 14% أصيبوا بالمرض.

## العلاج
الفيلقية تدخل إلى الرئة إما عن طريق رشف المياه الملوثة أو استنشاق بخار مياه أو تربة ملوثة. في الرئة، تقوم البلاعم (نوع من أنواع خلايا الدم البيضاء) بابتلاع الباكتيريا، بعدها تقوم الفيلقية بالتعدد مما يسبب بموت البلعم. عند موت البلاعم، تتحرر الباكتيريا من الخلايا الميتة وتنتشر  لتعدي البلاعم الأخرى. الذرية المفوعة للفيلقية تقوم بقتل البلاعم عن طريق منع الاندماج بين اليحلول واليبلوع داخل الخلية المضيفة،(عادة ما تكون الباكتيريا محتواة داخل اليبلوع، والتي تندمج مع اليحلول، سامحة للإنزيمات وبعض الكيماويات بتحليل الباكتيريا داخلها.
المضادات الحيوية المؤثرة تضم أغلب الماكروليد والتتراسيكلين والكيتوليدز والكوينولونز. الفلقيات تتعدد داخل الخلية، فأي علاج لهذا المرض يجب أن يكون قادر على اختراق الخلية. العلاج المتبع الحالي هو الكوينولونز للمجرى التنفسي (ليفوفلوكساسين، موكسيفلوكساسبن، قيميفلوكساسين) أو الماكروليدز الجديدة (ازيثرومايسين، كلاريثرومايسين، روكسيثرومايسين). المضادات الحيوية المستخدمة كثيرا هي ليفولوكساسين، دوكسيسايكلين، وازيثرومايسين. الماكروليد تستخدم لكل الأعمار، ينما الاتيتراسايكلين توصف للأطفال ماوفوق الإثنا عشرة سنة والكينولونز مافوق الثامنة عشر. ريفامبيسين تستخدم في مجموعة مع الكينولونز أو الماكروليدز. ليس مؤكدا أن الريفامبيسين مضاد حيوي مؤثر لهذا المرض. المجتمع الأمريكي للأمراض العدوائية لا تنصح باستخدام الريفامبيسين مع رجيم مضاف.  التيتراسايكلين والاريثرومايسين قادا لنتيجة أفضل مقارنة مع المضادات الحيوية الأخرى في التفشي في الحشد الأمريكي. هذه المضادات الحيوية مؤثرة بسبب قدرتها على اختراق الخلية المصابة بالباكتيريا الفيلقية. العلاج المنصوح به هو استخدام ايفوفلوكساسين لمدة خمس إلى عشرة أيام أو استخدام ازيثرومايسين لمدة ثلاث إلى خمسة أيام، لكن للمرضى منقوصي المناعة أو المرضى بمرض شديد أو حالة صحية سابقة فقد تستعمل المضادات الحيوية طويلة المدى. عند التفشي، استخدام المضادات الحيوية الاتقائية كان ناجحا جدا لوقاية الاشخاص المعرضون بشجة لخطر الإصابة. معدل الوفيات في مؤتمر الحشد الأمريكي عام 1976 كان عالي (34 وفاة من بين 180 حالة مصابة) بسبب أن المضادات الحيوية المستخدمة آنذاك لم يكن باستطاعتها اختراق الخلية المصابة بسهولة. معدل الوفاة قد انحدر لاقل من خمسة بالمئة إذا ابتدا العلاج بسرعة. أي تاخير في اعطاء الدواء اللازم يؤدي إلى ارتفاع معدل الوفيات.

## توقعات سير المرض
معدل الوفيات لداء الفيالقة تتراوح بين 5% إلى 30 % اثناء فترة الوباء، اما اثناء العدوى المستشفوية قد ذلك ترتفع النسبة إلى 50%, خصوصاً إذا تزامن ذلك مع تأخير في وصف المضادات الحيوية في الحالات التي تستدعي ذلك. وفقاً لمجلات مكافحة العدوى والوبائيات، الفيلقية المستروحة والتي توصف بأنها عدوى مستشوفية قد تصل نسبة الوفاة بسببها إلى 28%, والسبب الرئيسي لهذا المرض هو تلوث في مياه الصرف الصحي.

## الوبائيات
اكتسب داء الفيالقة اسمه في تموز 1976 أثناء تفش وباء من مرض الالتهاب الرئوي بين الحاضرين في مؤتمر رابطة الفيالقة الأمريكية في فندق «بوليفو ستراتفورد» في مدينة فيلادلفيا. ضمن ال 182 حالة معلنة، والتي كان أغلب ضحايها الرجال، 29 حالة إنتهت بالوفاة. في شهر يناير من سنة 1977, تم التعرف على مسبب المرض بأنه سلالة غير معروفة من البكتيريا، والتي تسببت بالفيلقية، ونتج عن ذلك تسمية المخلوقات الحية الدقيقة المسببة لها بالفيلقية المستروحة.
حالات تفشي من داء الفيلقية اكتسبت زخم من التغطية الإعلامية، مع أن الفيلقية تصيب حالات فردية ومنعزلة ومن دون حالات تفشي عام. في حالات التفشي، أغلب الحالات تكون في الصيف وبداية الخريف ولكن قد تصيب الشخص في أي وقت من السنة. معظم الحالات تكون في أشخاص في منتصف العمر أو أكبر. تحسنات في أنظمة المراقبة الصحية والأبحاث أدت إلى تحسن الأساليب الإكلنيكية في التشخيص مما أدى إلى أزدياد عدد الحالات المعلنة في عدد كبير من الدول. لا تزال الدراسات البيئية تكتشف مصادر جديدة للعدوى مما يؤدي إلى مراجعة الإرشادات والتنظيمات. ما بين 8000 إلى 18000 حالة من داء الفيلقية تُعلن سنوياً في الولايات المتحدة الأمريكية، طبقاً للجنة مكافحة العدوى الأمريكية.
أُعلن عن 32000 حالة من داء الفيلقية ما بين 1995 إلى 2005. وكذلك تم الإعلان عن أكثر من 600 حالة تفشي وبائي في أوروبا، وفقاً فريق العمل الأوروبي للعدوى الفيليقية. البيانات التي تخص داء الفيلقية في البلاد النامية محدودة مما يؤدي إلى قلة تشخيص المرض في الحالات المصابة بالمرض. من المتوقع أن تحسنات عامة في التشخيص والمراقبة الصحية في البلاد النامية ستؤدي إلى زيادة معدل المرض ومعدل الوفاة مما هم موثق الاّن. وكذلك، تحسنات في أساليب التشخيص لأمراض الفيلقية والقريبة منها سيؤدي إلى معرفة أعداد الأصابة والإنتشارالصحيحة.
بعض الدراسات التي نشرت في 2011 نجحت في تقدير عدد الحالات الناتجة عن تفش العدوى، وذلك بالاعتماد على فترة ظهور أعراض المرض من فترات تفش العدوى السابقة. مما يستفاد من ذلك، أن تقدير حجم ضحايا فترات تفش العدوى ممكن مما يؤدي إلى التجهيز المسبق والاستعمال الفعال للمصادر الصحية.

## التاريخ
أول حالة شُخصت بداء الفيلقية كانت في عام 1976 في ولاية بنسلفانيا من الولايات المتحدة الأمريكية. من ضمن 2000 حاضر لمؤتمر رابطة المحاربين المقام في فندق «بوليفو ستراتفورد», 221 حاضرين أصيبوا بالمرض و34 منهم أدى بهم المرض إلى الوفاة.
في أبريل 1985, 175 شخص في ستراتفورد- أنجلترا، قدموا إلى مستشفى ستراتفورد بالتهابات في الصدر والرئة. توفى 28 شخص منهم. التشخصيات الطبية آنذاك أظهرت أن داء الفيلقية كان مسؤولاً عن حالات الوفاة والمرض. أكتشفت الدراسات الوبائية مصدر العدوى بأنه تلوث في أبراج التهوية على سقف مستشفى ستراتفود.
في مارس 1999, انتشرت حالات وبائية في هولندا اثناء معرض «ويستفرايس» في مدينة بوفينكارسبيل الهولندية. أدى ذلك إلى إصابة 318 شخص، 32 منهم أدى بهم المرض إلى الوفاة. يعتبر هذا ثاني أعتى موجة تفشي منذ حالات تفشي سنة 1976. وقد تعبر الأعتى لأن عدداً كبيراً من الأشخاص دفنوا قبل أن يُعرف ويبدأ تشخيص مرض الفيلقية.
أشد موجة عدوى لداء الفيلقية حصلت في تموز 2001. بدأت الموجة عندما بدأ عدد كبير من الأشخاص يظهرون عند المستشفيات في 7 تموز، في إسبانيا. أكثر من 800 حالة مشبوهة عند انتهاء علاج أخر حالة مرضية في 22 تموز. من بينها تم تأكيد 449 حالة بإصابتها بالمرض، توفى منها 6, مما يعني أن معدل الوفيات كان يقارب 1%.
في نهاية سيبتمر 2005 , 127 ساكن في منزل رعاية المسنين في كندا أصيبوا بالمرض ب.L. pneumophila في غضون أسبوع، 21 شخص من السكان توفوا. التحاليل المخبرية كانت سلبية في البداية مع كون ذلك ليس من غير المألوف لأن المخلوق الدقيق الحي المسبب للي المرض لا يقدر على العيش إلا في حالات معينة وبوجود أغذية معينة. تم التعرف عن مصدر الوباء بأنه ناتج عن تلوث أبراج التهوية على سقف منزل رعاية المسنين.
في نوفمبر من سنة 2014, تم تنويم 302 شخص بعد انتشار موجة عدوى من داء الفيلقية في البرتغال، منها 8 حالات وفاة. جميع الحالات كانت في قطاعات في لشبونة، الوبرتغال. مصدر الوباء يعتقد أنه من أبراج التبريد المقاربة لمصانع التخصيب.
في أغسطس من عام 2015, تم الإعلان عن 110 حالة مؤكدة، منها 12 حالات وفاة في البرونكس، ولاية نيويورك. مفتشو الصحة تعرفوا على المخلوق الحي المسبب للفيلقية في أنظمة تبريد الأماكن العامة. الأماكن العامة كانت عبارة عن فندق، ومتجر تسوق، ومكتب لشركة أتصالات، ومبنى شركة ستيرم لاين، ومبنى أخر في مجمع مستشفى لنكون. جميع هذه الأماكن كانت ملوثة، وفقاً لمصادر في المدينة.
في أوغسطس من عام 2015, كان هناك موجة من تفش العدوى كانت في سجن في ولاية شمال كالفورنيا.
ما بين حزيران ويناير من عام 2015, تم التعرف عن 87 حالة من داء الفيلقية في ولاية ميشيغان. تم الإعلان عنها من قبل مركز ميشيغان للصحة والخدمات البشرية. 10 حالات من ال 87 حالة كانت مميتة.